# Alonso de Briceño
Alonso de Briceño, aussi Brizeño, né à Santiago de Chile en 1587 et mort à Trujillo le 15 novembre 1668, est un évêque et philosophe espagnol, l'un des premiers théologiens (avec Jerónimo Marcos et Jerónimo Valera, comme lui péruvien) à avoir fait toute sa carrière aux Amériques.

## Biographie
Né de parents espagnols à Santiago du Chili, il prit l'habit franciscain à Lima le 30 janvier 1605. Il enseigna ensuite au chapitre de la province de Lima au Pérou durant une quinzaine d'années. Cet enseignement a donné deux volumes particulièrement bien informés sur les controverses scotistes. Il occupa également les fonctions de gardien, définiteur, commissaire et visiteur de la province des Douze Apôtres au Chili et à Charcas, et fut également nommé Qualificateur du Saint Office. Il fut également envoyé à Rome pour des questions relatives à la cause de béatification de San Francisco Solano, et c'est sans doute à l'occasion de ce voyage qu'il publia ses deux volumes à Madrid (un troisième était prévu). Il fut ensuite élu évêque du Nicaragua en 1644, et il prit possession de son diocèse en 1646. En 1659, il fut transféré à Caracas, sans qu'il n'atteigne toutefois son diocèse, puisqu'il mourut à Trujillo de Venezuela le 15 novembre 1668.

## Œuvres
- Celebriores controversias in primum Sententiarum Ioannis Duns Scoti Doctoris subtilis Theologorum facile Principis, 2 vol. (Madriti, 1638-1642).